# Maria de Lourdes Abruzzi Aragão de Oliveira
Maria de Lourdes Abruzzi Aragão de Oliveira (1953-) es una botánica, curadora y profesora brasileña.
En 1976, obtuvo una licenciatura en Historia natural, por la Universidad Federal de Río Grande del Sur; para obtener la maestría en Biología Vegetal, defendiendo la tesis Estudio taxonómico del género Desmodium Desv. (Leguminosae-Faboideae) en Rio Grande do Sul, en 1980; y, el doctorado por la misma casa de altos estudios, en 1998, defendiendo la tesis: Análisis del patrón de distribución de las comunidades vegetales de Parque Estadual Delta de Jacuí Jacuí: mapeo y subsidios a la zonificación de la Unidad de Conservación.
Desarrolla actividades académicas e investigativas, en la Fundación Zoobotánica de Rio Grande do Sul desde 1981. Opera en sistemática de leguminosas (Faboideae), Florística y Ecología Vegetal, con énfasis en Fitosociología y Ecología del Paisaje en Humedales, Foresta Estacional y Campos Salinos. En el área de Planeamiento Ambiental y Conservación, ha actuado en el diagnóstico e indicación de las áreas naturales para la preservación y el desarrollo de planes de manejo, sobre todo de la Conservación.

## Algunas publicaciones
- MIOTTO, Silvia T S ; LUDTKE, R. ; OLIVEIRA, M. L. A. A. 2008. A família Leguminosae no Parque Estadual de Itapuã, Rio Grande do Sul. Rev. Brasileira de Biociências 6: 269-290
- OLIVEIRA, M. L. A. A. ; BALBUENO, Rodrigo Agra ; SENNA, Rosana Moreno. 2005. Levantamento florístico de fragmentos florestais na bacia hidrográfica do rio Gravataí, Rio Grande do Sul, Brasil. Iheringia. Série Botânica 60 ( 2): 269-284
- ------------------------------. 2002. Sinopse taxonômica do gênero Aeschynomene L. (Leguminosa-Faboideae) no Rio Grande do Sul. Iheringia. Série Zoología 57: 279-301
- ------------------------------. 2000. Ecologia de paisagem do Parque Estadual Delta do jacuí, Rio Grande do Sul, Brasil: mapa da cobertura do solo e da vegetação, a partir do Landsat TM5. Iheringia. Série Botânica 58: 145-163
- ------------------------------ ; MARTAU, L. ; AGUIAR, L. W. ; MAZZITELLI, Suzana Maria de Azevedo Martins. 1998. Efeitos do dióxido de enxôfre (SO2) em líquens, Rio Grande do Sul, Brasil. Iheringia. Série Botânica 50: 67-73
- ------------------------------ . 1995. Aeschynomene fructipendula Abruzzi de Oliveira, uma nova espécie de Leguminosae para o sul do Brasil. 1995. Iheringia. Série Botânica 46: 21-25

### Libros
- PORTO, Maria Luiza ; MEIRA, J. R. ; MOHR, F. V. ; OLIVEIRA, M. L. A. A. 1999. Unidades de Conservação Ambiental do Município de Porto Alegre. En: Volkmer, J.A.; Rocha, M. A.; Gertz, R.; Rohden, V. (orgs.) Retratos de Cooperação Científica e Cultural: 40 anos do Instituto Cultural Brasileiro-Alemão. Porto Alegre: EDIPUCRS

### Capítulos de libros
- OLIVEIRA, M. L. A. A. 2011. Participação sa Sociedade Botânica do Brasil na Comissão Técnica permanente de Coleções Biológicas de Coleções Científicas Biológicas da CONABIO - MMA. En: Eliseu Marlônio Pereira de Lucena; Aiala Vieira Amorim (orgs.) Botânica e desenvolvimento Sustentável. Fortaleza: EdUECE, pp. 211-214
- ------------------------------ . 2009. A Vegetação atual do Rio Grande do Sul. En: Ana Maria Ribeiro; Soraia Girardi Baurmann; Carolina Saldanha Scherer (orgs.) Quaternário do Rio Grande do Sul: integrando conhecimentos. Porto Alegre: Sociedade Brasileira de Paleontologia, pp. 69-79
- ------------------------------ ; PORTO, Maria Luiza. 2008. Fatores condicionantes da distribuição espacial de comunidade vegetais no Parque Estadual Delta do Jacuí, Rio Grande do Sul: ilha das Flores e ilha Cabeçuda. En: Maria Luiza Porto (org.) Comunidades Vegetais e fitossociologia: fundamentos para avaliação e manejo de ecossistemas. Porto Alegre: EDFURGS, pp. 115-137
- ------------------------------ ; SENNA, Rosana Moreno ; NEVES, Márcia Therezinha Menna Barreto das ; BLANK, Martina ; BOLDRINI, Ilsi Iob. 2007. Flora e Vegetação. En: Becker, F.G.; Ramos, R.A.; Moura, L.A. (orgs.) Biodiversidade da região da Lagoa do Casamento e dos butizais de Tapes, Planície costeira do Rio Grande do Sul. Brasília: MMA/SBF, 85-111

### Coeditora
- 1999 - actual: Periódico: Iheringia. Série Botânica
- 2005 - actual:Periódico: Pesquisas. Botânica

### Revisora de revistas
- 2002 - 2003, Periódico: Iheringia. Série Botânica

- 2003 - 2003, Periódico: Acta Botanica Brasilica

2005 - 2005
- Periódico: Biota Neotropica
- Periódico: Pesquisas. Botânica (0373-840X)

- 2006 - 2006, Periódico: Revista Brasileira de Biociências

- 2010 - 2010, Periódico: Fepam em Revista

2011 - 2011
- Periódico: Polibotanica
- Periódico: Revista Brasileira de Biociências

- 2012 - 2012, Periódico: Iheringia. Série Botânica

2013 - 2013
- Periódico: Iheringia. Série Botânica
- Periódico: Pesquisas. Botânica (0373-840X)
- Periódico: Revista Brasileira de Biociências

- 2010 - actual, Periódico: Pesquisas. Botânica (0373-840X)

### Premios
- 2005: Ciudad de Porto Alegre - Medio Ambiente, Prefectura Municipal de Porto Alegre
- 1994: Talento FZB, Fundación Zoobotánica

## Membresías
- de la Sociedad Botánica del Brasil[5]
- Plantas do Nordeste[6]